# Biblioteka Publiczna Miasta i Gminy w Bystrzycy Kłodzkiej
Biblioteka Publiczna Miasta i Gminy w Bystrzycy Kłodzkiej – biblioteka publiczna działająca w Bystrzycy Kłodzkiej przy placu Wolności 16.

## Informacje ogólne
Została założona w 1946 roku. Składa się z czterech działów: wypożyczalni, czytelni, dziecięco-młodzieżowego, zbiorów regionalnych. Działają przy niej kluby: Salvador Club, Dyskusyjny Klub Filmowy, Wieczory Płytowe, Koło Miłośników Książek, Klub Przyjaciół Książki i Bractwo Młodych Miłośników Starego Miasta Bystrzyca Kłodzka. Posiada osiem filii w: Bystrzycy Kłodzkiej na Osiedlu Słonecznym, Długopolu-Zdroju, Gorzanowie, Idzikowie, Międzygórzu, Starej Łomnicy, Starym Waliszowie i Wilkanowie.
W skład jej zbiorów wchodzą: literatura piękna, literatura popularnonaukowa, dotycząca wszystkich dziedziny wiedzy, czasopisma, słowniki, leksykony, albumy, encyklopedie, a ponadto gromadzi, opracowuje oraz udostępnia dokumenty życia społecznego dotyczącego gminy. O wszystkich rodzajach zbiorów informują katalogi: alfabetyczny i rzeczowy.
Ostatnimi czasy placówka organizuje lekcje biblioteczne, takie jak: Książka dawniej i dziś, Literatura regionalna w zbiorach bibliotecznych, Literatura popularnonaukowa w zbiorach bibliotecznych oraz Osobliwości Bystrzycy i okolic.
Dyrektorem biblioteki jest od 2000 roku Robert Duma.